# Pterorthochaetes lavongai
Pterorthochaetes lavongai är en skalbaggsart som beskrevs av Renaud Maurice Adrien Paulian 1968. Pterorthochaetes lavongai ingår i släktet Pterorthochaetes och familjen Hybosoridae. Inga underarter finns listade i Catalogue of Life.